# Новокулевчи
Новокулевчи — поселок в Варненском районе Челябинской области России в составе Кулевчинского сельского поселения.

## География
Расположен в центральной части района, расстояние до районного центра села Варна 28 км.

## История
Поселок основан в 1893 году в Николаевском станичном юрте. 
В 1937 году появился совхоза им. Яковлева.

## Население
| 2002 | 2010 |
| ---- | ---- |
| 356  | ↘240 |

(в 1938 — 114, в 1970 — 490, в 1983 — 459, в 1995 — 326)

## Улицы
- Крайняя,
- Новокулевчинская,
- Озёрная,
- Школьная.

## Инфраструктура
- Библиотека,
- ООО «Кулевчинское»